# Kochi, Ấn Độ
Kochi, còn gọi là Cochin, là một thành phố cảng lớn ở miền tây nam Ấn Độ, nằm bên biển Laccadive. Đây là một phần của huyện Ernakulam thuộc bang Kerala. Với dân số trong nội thành là 612.343 người, và vùng đô thị là 2,1 triệu người, Kochi là trung tâm của vùng Đại Cochin, đại đô thị lớn nhất của Kerala và được chính phủ Ấn Độ xác định là thành phố loại II.
Kochi có danh hiệu Nữ hoàng biển Ả Rập, từng là một trung tâm buôn bán gia vị quan trọng ở duyên hải tây Ấn Độ từ thế kỷ 14, và đã duy trì mạng lưới giao thương với các nhà buôn Ả Rập từ thời tiền Hồi giáo. Bị người Bồ Đào Nha chiếm giữ từ năm 1503, Kochi là thuộc địa châu Âu đầu tiên tại Ấn Độ. Nó là thủ phủ của Ấn Độ thuộc Bồ Đào Nha cho tới năm 1530, khi Goa được chọn để thay thế. Sau đó, thành phố bị người Hà Lan rồi người Anh thâu tóm, Vương quốc Cochin trở thành một princely state. Ngày nay, Kochi đứng đầu Kerala về tổng số lượt khách du lịch nội địa và quốc tế, và đứng thứ sáu về các điểm du lịch Ấn Độ theo một khảo sát do Nielsen Company thực hiện thay mặt tạp chí Outlook Traveller. Kochi là một trong 28 thành phố Ấn Độ nằm trong danh sách 440 thành phố toàn cầu Outlook đăng lên (một nghiên cứu năm 2011 thực hiện bởi Học viện toàn cầu McKinsey) mà được dự đoán sẽ chiếm giữ 50% GDP thế giới vào năm 2025,.